# 懷孕婦女貧血
懷孕婦女貧血（anemia in pregnancy）又稱妊娠贫血，是指怀孕期间血液中的红血球或血红蛋白偏低。母亲通常没有特定的症状，但可能出現疲勞、皮肤苍白、心悸、呼吸困难和虚弱 。可能的并发症包括需要輸血治療、發生产后抑郁症、心脏问题和死亡 。發生在胎兒的并发症包括可能早產和低出生体重。
最常见的病因是缺铁和失血，但也有其它可能病因。建议定期进行追蹤檢驗。诊断依血中的血红蛋白或血细胞比容而定，在妊娠早期或晚期血红蛋白低于 110 g/L 或血细胞比容低于 33%；在妊娠中期血红蛋白低于 105 g/L 或血细胞比容低于 32%。检驗體內鐵含量，如：驗鐵蛋白，則可以排除缺铁的可能性。還可根据平均红细胞体积进一步為貧血分类。
预防贫血的方法包括：均衡飲食、两次怀孕間至少间隔两年以及服用產前維生素 。治疗方法可能包括额外补充铁剂。缺铁的症状会在几周内逐渐改善。可補充叶酸來治療葉酸缺乏症。若是血红蛋白濃度低于 60 g/L 的严重贫血，可能建议先输血。
妊娠期贫血很常见。在美国的發生率約 5%，在某些发展中国家，则可能高达 80% 以上。在未成年懷孕中，貧血的情况更为常见。世界卫生组织表示，用于治疗女性贫血的支出，將可带来 12 倍的回报。